# ليزلي شتال
ليزلي شتال (بالإنجليزية: Lesley Stahl)‏ هي صحفية أمريكية، ولدت في 16 ديسمبر 1941 في لين في الولايات المتحدة.

## وصلات خارجية
- ليزلي شتال على موقع IMDb (الإنجليزية)
- ليزلي شتال على موقع إن إن دي بي (الإنجليزية)
- ليزلي شتال على موقع قاعدة بيانات الفيلم (الإنجليزية)